# Rajd Nowej Zelandii 1983
Rajd Nowej Zelandii 1983 (14. Sanyo Rally of New Zealand) – 14. Rajd Nowej Zelandii rozgrywany w Nowej Zelandii w dniach 25–28 czerwca. Była to siódma runda Rajdowych Mistrzostw Świata w roku 1983.  Rajd został rozegrany na nawierzchni szutrowej. Bazą rajdu było miasto Auckland.

## Zwycięzcy odcinków specjalnych[1]
| Etap | Data       | OS | Godzina | Nazwa                 | Długość  | Zwycięzca      | Czas    | Śred. pręd  | Lider rajdu    |
| ---- | ---------- | -- | ------- | --------------------- | -------- | -------------- | ------- | ----------- | -------------- |
| 1    | 25 czerwca | 1  | 11:55   | Paparata Road         | 7,04 km  | Walter Röhrl   | 3:02    | 139,25 km/h | Walter Röhrl   |
| 1    | 25 czerwca | 2  | 12:44   | Maramarua Forest      | 12,51 km | Stig Blomqvist | 7:22    | 101,89 km/h | Stig Blomqvist |
| 1    | 25 czerwca | 3  | 13:29   | Maramarua Forest      | 17,67 km | Walter Röhrl   | 10:00   | 106,02 km/h | Walter Röhrl   |
| 1    | 25 czerwca | 4  | 15:45   | Mystery Creek         | 4,86 km  | Stig Blomqvist | 4:12    | 69,43 km/h  | Stig Blomqvist |
| 1    | 25 czerwca | 5  | 17:02   | Rangiatea School Road | 28,18 km | Walter Röhrl   | 17:15   | 98,02 km/h  | Walter Röhrl   |
| 1    | 25 czerwca | 6  | 18:41   | Tokoroa Forest West   | 27,99 km | Michèle Mouton | 15:42   | 106,97 km/h | Walter Röhrl   |
| 1    | 25 czerwca | 7  | 19:36   | Tokoroa Forest East   | 26,35 km | Michèle Mouton | 13:21   | 118,43 km/h | Michèle Mouton |
| 1    | 25 czerwca | 8  | 21:00   | Te Kopia Road         | 26,48 km | Michèle Mouton | 12:24   | 128,13 km/h | Michèle Mouton |
|      |            |    |         |                       |          |                |         |             | Michèle Mouton |
| 2    | 26 czerwca | 9  | 8:00    | Manawahe Road         | 21,42 km | Michèle Mouton | 14:25   | 89,15 km/h  | Michèle Mouton |
| 2    | 26 czerwca | 10 | 8:45    | Herepuru Road         | 38,81 km | Hannu Mikkola  | 24:43   | 94,21 km/h  | Michèle Mouton |
| 2    | 26 czerwca | 11 | 10:51   | Motu Road             | 52,62 km | Michèle Mouton | 46:10   | 68,39 km/h  | Michèle Mouton |
| 2    | 26 czerwca | 12 | 12:12   | Whakarau Road         | 39,83 km | Hannu Mikkola  | 29:31   | 80,96 km/h  | Michèle Mouton |
| 2    | 26 czerwca | 13 | 13:37   | Waimata Road          | 63,17 km | Walter Röhrl   | 45:58   | 82,46 km/h  | Michèle Mouton |
| 2    | 26 czerwca | 14 | 16:13   | Mata Road             | 62,78 km | Michèle Mouton | 43:35   | 86,43 km/h  | Michèle Mouton |
| 2    | 26 czerwca | 15 | 18:34   | Panikau Road          | 16,54 km | Michèle Mouton | 9:33    | 103,92 km/h | Michèle Mouton |
| 2    | 26 czerwca | 16 | 20:57   | Waingake Road         | 34,38 km | Walter Röhrl   | 23:10   | 89,04 km/h  | Michèle Mouton |
| 2    | 26 czerwca | 17 | 21:31   | Hereheretau Road      | 33,49 km | Michèle Mouton | 21:32   | 93,32 km/h  | Michèle Mouton |
| 2    | 27 czerwca | 18 | 0:40    | Parikanapa Road       | 26,43 km | Michèle Mouton | 21:32   | 73,64 km/h  | Michèle Mouton |
| 2    | 27 czerwca | 19 | 1:37    | Taumata Road          | 95,09 km | Michèle Mouton | 1:04.07 | 88,98 km/h  | Michèle Mouton |
| 2    | 27 czerwca | 20 | 5:05    | Stanley Road          | 16,24 km | Michèle Mouton | 12:19   | 79,11 km/h  | Michèle Mouton |
|      |            |    |         |                       |          |                |         |             | Michèle Mouton |
| 3    | 27 czerwca | 21 | 17:30   | Waimango Road         | 8,15 km  | Walter Röhrl   | 3:53    | 125,92 km/h | Michèle Mouton |
| 3    | 27 czerwca | 22 | 19:12   | River Road            | 35,37 km | Michèle Mouton | 23:05   | 91,94 km/h  | Michèle Mouton |
| 3    | 27 czerwca | 23 | 20:09   | Waimihia Forest       | 43,88 km | Walter Röhrl   | 25:51   | 101,85 km/h | Michèle Mouton |
| 3    | 27 czerwca | 24 | 21:08   | Tauhara Forest        | 28,77 km | Walter Röhrl   | 22:59   | 75,11 km/h  | Michèle Mouton |
| 3    | 27 czerwca | 25 | 22:57   | Pureora Forest        | 31,62 km | Walter Röhrl   | 18:51   | 100,65 km/h | Michèle Mouton |
| 3    | 28 czerwca | 26 | 0:02    | Waiminia Road         | 27,97 km | Walter Röhrl   | 14:03   | 119,44 km/h | Michèle Mouton |
| 3    | 28 czerwca | 27 | 2:45    | Opotiki Road          | 39,49 km | Walter Röhrl   | 29:32   | 80,09 km/h  | Michèle Mouton |
| 3    | 28 czerwca | 28 | 4:01    | Kalivia               | 51,89 km | Walter Röhrl   | 32:09   | 96,84 km/h  | Walter Röhrl   |
| 3    | 28 czerwca | 29 | 5:12    | Taumatamaire Road     | 25,38 km | Walter Röhrl   | 20:23   | 74,71 km/h  | Walter Röhrl   |
| 3    | 28 czerwca | 30 | 6:03    | Manganui Road         | 72,16 km | Walter Röhrl   | 51:27   | 84,15 km/h  | Walter Röhrl   |
| 3    | 28 czerwca | 31 | 8:09    | Hauturu Road          | 33,45 km | Timo Salonen   | 26:43   | 75,12 km/h  | Walter Röhrl   |
| 3    | 28 czerwca | 32 | 9:07    | Pekanui Road          | 8,72 km  | Walter Röhrl   | 5:26    | 96,29 km/h  | Walter Röhrl   |
| 3    | 28 czerwca | 33 | 11:38   | Maramarua Forest      | 12,43 km | Walter Röhrl   | 8:26    | 88,43 km/h  | Walter Röhrl   |

| Zwycięzcy OS-ów | Zwycięzcy OS-ów |
| Kierowca        | Ilość           |
| --------------- | --------------- |
| Walter Röhrl    | 16              |
| Michèle Mouton  | 12              |
| Stig Blomqvist  | 2               |
| Hannu Mikkola   | 2               |
| Timo Salonen    | 1               |

## Wyniki końcowe rajdu[2]
| Msc. | Kierowca        | Pilot                 | Samochód                | Czas     | Strata   | Grupa | Punkty |
| ---- | --------------- | --------------------- | ----------------------- | -------- | -------- | ----- | ------ |
| 1    | Walter Röhrl    | Christian Geistdörfer | Lancia Rally 037        | 12:10.13 | 0.0      | B12   | 20     |
| 2.   | Timo Salonen    | Seppo Harjanne        | Nissan 240RS            | 12:26.11 | +15.58   | B12   | 15     |
| 3.   | Attilio Bettega | Maurizio Perissinot   | Lancia Rally 037        | 12:41.42 | +31.29   | B12   | 12     |
| 4.   | Shekhar Mehta   | Yvonne Mehta          | Nissan 240RS            | 13:10.35 | +1:00.22 | B12   | 10     |
| 5.   | Jim Donald      | Chris Porter          | Nissan Bluebird Turbo   | 13:20.50 | +1:10.37 | 2/4   |        |
| 6.   | Malcolm Stewart | Doug Parkhill         | Ford Escort RS1800      | 13:30.58 | +1:20.45 | 4/3   |        |
| 7.   | Reg Cook        | Wayne Jones           | Nissan 240RS            | 13:35.15 | +1:25.02 | B12   | 8      |
| 8.   | Paul Adams      | Jim Scott             | Toyota Starlet          | 13:52.55 | +1:42.42 | 2/1   |        |
| 9.   | Morrie Chandler | Don Campbell          | Mitsubishi Lancer Turbo | 14:05.45 | +1:55.32 | 4/4   |        |
| 10.  | Kevin Smith     | Nick Tulitt           | Toyota Corolla GT       | 14:13.35 | +2:03.22 | 2/2   |        |
|      |                 |                       |                         |          |          |       |        |
| 14.  | Peter Bourne    | Ken Fricker           | Subaru RX Coupé         | 14:40:31 | +2:30:18 | A7    | 6      |
| 21.  | Michael Bish    | Roger Bailey          | Mini Clubman GT         | 15:21:06 | +3:10:53 | A5    | 4      |
| 23.  | Peter Watt      | Allan Jordan          | Mazda RX-7              | 15:27:15 | +3:17:02 | A8    | 3      |
| 27.  | Mike Cameron    | Colin McDonald        | Mitsubishi Lancer       | 16:22:25 | +4:12:12 | A6    | 2      |

## Klasyfikacja po 7 rundach
Tabele przedstawiają tylko pięć pierwszych miejsc.

### Kierowcy
| Lp. | Kierowca       | Pkt |
| --- | -------------- | --- |
| 1   | Walter Röhrl   | 87  |
| 2   | Hannu Mikkola  | 65  |
| 3   | Markku Alén    | 60  |
| 4   | Ari Vatanen    | 44  |
| 5   | Stig Blomqvist | 39  |

### Producenci
| Lp. | Producent | Pkt |
| --- | --------- | --- |
| 1   | Lancia    | 86  |
| 2   | Audi      | 62  |
| 3   | Opel      | 52  |
| 4   | Nissan    | 48  |
| 5   | Renault   | 16  |